# 瓜達盧佩區 (帕卡斯馬約省)
7°25′00″S 79°30′00″W / 7.4167°S 79.5000°W
瓜達盧佩區（西班牙語：Distrito de Guadalupe），是秘魯的一個區，位於該國西北部拉利伯塔德大區的帕卡斯馬約省，始建於1825年8月7日，面積165.37平方公里，海拔高度92米，2005年人口36,580，人口密度每平方公里220人。